# Hattigny
Hattigny (Duits:Hattingen in Lothringen) is een gemeente in het Franse departement Moselle (regio Grand Est) en telt 207 inwoners (2011). De plaats is gelegen in de Boven-Saargau en in de nabijheid van de Elzas. Tussen 1871 en 1918 was deze gemeente, een grensgemeente tussen het Duitse Keizerrijk en de Derde Franse Republiek.

## Geschiedenis
In 1790 werd de gemeente ingedeeld bij het departement Meurthe. Bij de Vrede van Frankfurt stond Frankrijk het gebied in 1871 af aan het Duitse Keizerrijk en werd het onderdeel van de Kreis Lörchingen en het Bezirk Lotharingen onder de naam Hattingen in Lothringen.
Toen na de Eerste Wereldoorlog het gebied weer Frans werd bleven de departementsgrenzen zoals ze waren na 1871 en werd het district opgenomen als het nieuwe departement Moselle.
De in 1871 opgeheven kantons en arrondissementen werden hersteld en Hattigny werd weer onderdeel van het kanton Lorquin en het arrondissement Sarrebourg.
Het arrondissement Sarrebourg fuseerde op 1 januari 2015 met het arrondissement Château-Salins tot het arrondissement Sarrebourg-Château-Salins. Op 22 maart 2015 werd het kanton Lorquin opgeheven en werden de gemeente opgenomen in het kanton Phalsbourg.

## Geografie
De oppervlakte van Hattigny bedraagt 13,4 km², de bevolkingsdichtheid is 11,9 inwoners per km².
De onderstaande kaart toont de ligging van Hattigny met de belangrijkste infrastructuur en aangrenzende gemeenten.

## Demografie
Onderstaande figuur toont het verloop van het inwonertal (bron: INSEE-tellingen).

## Vrije tijd
Op het knooppunt met Hattigny, Niderhoff en Fraquelfing is een Center Parcs, Domaine des Trois Forêts, gelegen dat op 21 mei 2010 zijn deuren opende. Het park zorgt met zijn aangelegde bossen en waterloop voor een groenere omgeving.